# Međuhana
Međuhana (cyr. Међухана) – wieś w Serbii, w okręgu toplickim, w gminie Blace. W 2011 roku liczyła 158 mieszkańców.